# Eugenio Vinci
Eugenio Vinci, talvolta menzionato come Vinci I (Santo Domingo, 15 gennaio 1900 – gennaio 1951), è stato un rugbista a 15 e allenatore di rugby a 15 italiano, utility back di S.S. Lazio, A.S. Roma e Rugby Roma ed internazionale per l'Italia.

## Biografia
Eugenio Vinci nacque a Santo Domingo, nella Repubblica Dominicana, figlio dell'ambasciatore italiano Adolfo Vinci. Era il primo di quattro fratelli; lo seguirono Paolo, Francesco e Piero; insieme sono noti come i fratelli Vinci e soprannominati i Quattro moschettieri, pionieri del rugby a 15 in Italia e fondatori della sezione rugby della Polisportiva S.S. Lazio.
Nel 1929 confluì insieme a tutti gli altri giocatori nella nascente A.S. Roma, seguendo un'analoga iniziativa già fatta nel calcio; questa Società durò appena un anno: il 21 ottobre 1930, in una residenza di famiglia in via di Villa Torlonia 10, insieme al padre Adolfo, ai tre fratelli e ad un gruppo di amici e giocatori ex S.S. Lazio, tra i quali Goffredo ed Ernesto Nathan, Giorgio Riganti, Franco Chiaserotti, Armando Nisti, Bruno Romei, Aldo Rusticali, Carlo Raffo, Giuseppe Bigi e Romolo Marcellini, fondarono la Rugby Roma.
Giocò a livello di club con S.S. Lazio (come capitano), A.S. Roma e Rugby Roma, cedendo nelle finali scudetto 1928-29 e 1930-31 rispettivamente contro Ambrosiana e Amatori Milano.
Il 20 maggio 1929, allo Stadio dell’Esposizione del Montjuïc di Barcellona, l'Italia fece il suo esordio internazionale nel primo test match ufficiale della sua storia contro la Spagna, davanti ai Reali di Spagna e circa 100 000 spettatori, accorsi per assistere alla prima partita della storia delle due nazionali. Eugenio subentrò dalla panchina, mentre i fratelli partirono nel XV titolare; la partita terminò 9-0 in favore degli spagnoli.
Terminata la carriera da giocatore, nel 1930 fu l'allenatore della Rugby Roma, succedendo a Goffredo Nathan, primo allenatore della storia del club.
Morì prematuramente nel gennaio 1951, all'età di 51 anni.